# كاتالينو ريفارولا
كاتالينو ريفارولا (بالإسبانية: Catalino Rivarola)‏ (مواليد 30 أبريل 1965) هو لاعب كرة قدم. يلعب مع منتخب باراغواي لكرة القدم. سبق له أن لعب في كأس العالم لكرة القدم مع منتخب بلاده.

## روابط خارجية
- كاتالينو ريفارولا على موقع الاتحاد الدولي (مؤرشف)  (الإنجليزية)
- كاتالينو ريفارولا على موقع الاتحاد الأوربي (الإنجليزية)
- كاتالينو ريفارولا على موقع قاعدة بيانات كرة القدم.إي يو (الإنجليزية)
- كاتالينو ريفارولا على موقع ناشيونال فوتبول تيمز (الإنجليزية)